# Branimir Karabajić
Branimir „Branco“ Karabajić (* 16. August 1925 in Zagreb; † 12. März 2003) war ein jugoslawischer Comiczeichner und -autor.
Karabajić startete seine Zeichnerkarriere als Zeichner für den jugoslawischen Trickfilm Veliki Mitting, wo er mit Walter Neugebauer zusammentraf. Zusammen mit Neugebauer wechselte er nach München und arbeitete für Rolf Kauka. Bei Kauka war er für die Serie Pauli verantwortlich, zeichnete aber auch an Serien wie Bussi Bär und TipTop mit. Für die Apotheken-Posterzeitschrift Medizini schuf er die Serie Familie Mausebein. 1993 zog er sich zurück und kehrte nach Zagreb zurück.